# Fuyang (Anhui)
Fuyang ( 阜阳 ; pinyin: Fǔyáng) è una città con status di prefettura della provincia di Anhui, in Cina.

## Geografia antropica

### Suddivisioni amministrative
La prefettura di Chuzhou è a sua volta divisa in 3 distretti, 1 città e 4 contee.
- Distretto di Yingzhou (颍州区)
- Distretto di Yingdong (颍东区)
- Distretto di Yingquan (颍泉区)
- Jieshou (界首市)
- Contea di Taihe (太和县)
- Contea di Linquan (临泉县)
- Contea di Funan (阜南县)
- Contea di Yingshang (颍上县)